# NGC 620
NGC 620 este o galaxie situată în constelația Andromeda. A fost descoperită în 14 decembrie 1871 de către Édouard Stephan.